# قلعه‌ها و کاخ‌های دوره ساسانیان

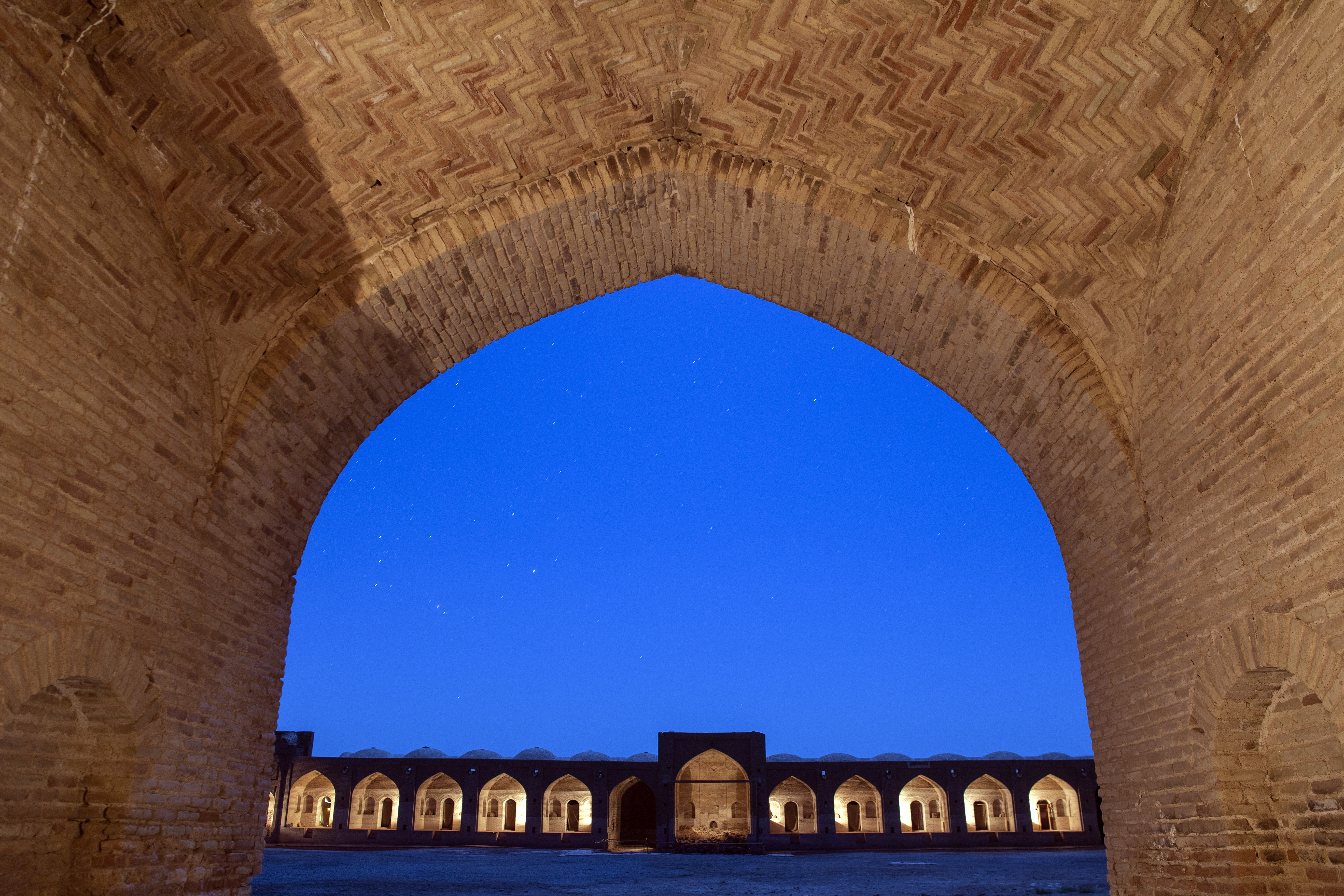
دیرگچین بر جای مانده از دوره ساسانی در پارک ملی کویر

سلسلهٔ ساسانیان آخرین حکومت ایران پیش از اسلام است. این دودمان کار خود را در شهر استخر واقع در نزدیکی تخت جمشید پایتخت پارس آغاز کرد. اردشیر بابکان در نبردی آخرین پادشاه اشکانی، یعنی اردوان پنجم را در سال ۲۲۴ میلادی شکست داد و این سلسله را بنیاد نهاد. ساسانیان برخلاف شاهنشاهی اشکانی، که به صورت ملوک الطوایفی اداره می‌شد، نیرویی پر قدرت و مرکزی را بنیانگذاری کردند و به این ترتیب توانستند حکومت اشرافی و سرکش را کنترل کنند و با تنظیم یک برنامه و سازمان اداری کارآمد در امر آبیاری و شهرسازی، معماری و صنعتی کردن کشور در یک مقیاس بزرگ، توجه دنیای آنروز غرب را به سوی خود جلب نمایند و حتی با شکست امپراتوری روم اهمیت سیاسی حکومت خود را در شرق و غرب گسترش دهند.
آثار و بقایای ویرانه‌های بزرگ شهرهای این زمان و وسعت و پراکندگی نقوش برجسته در سینه کوه‌ها و حجاری‌های فراوانی که از آن‌ها به جای مانده‌ است، نمودار توجه در گسترش و ایجاد شهرها، به ویژه ارتباط جاده‌ایست و موید آن کاروانسراها و پل‌هایی است که به جای مانده و نیز سایر صنایع و ارتباط با کشورهای دور و همسایه همگی نشانهٔ تمرکز قدرت و ثبات سیاسی و اجتماعی و اقتصادی این دودمان است.
معماری ساسانی صرفاً معماری کاخ‌ها نیست، بلکه معماری خانه‌های مردم و از همه مهم‌تر معماری آتشگاه‌ها و معابد و بعضی بناهای یادمانی، کاروانسراها، قلعه‌ها را شامل می‌گردد. آتشگاه‌ها و معابد پس از کاخ‌ها بیشترین آثار معماری به جای مانده از دوران ساسانی هستند؛ ولیکن اهمیت و ویژگی معماری کاخها طوری است که بررسی و مطالعهٔ آن‌ها در صدر قرار گیرد؛ بنابراین به معرفی کاخهای این دره می‌پردازیم.
- قلعه دختر فیروزآباد :این دژ یک فلات کوهستانی را اشغال کرده که از سه طرف بوسیلهٔ تنگه احاطه شده و مساحت آن بیش از نیم کیلومتر مربع است و وسعت آن به حدی است که یک لشکر را در خود جای می‌دهد. قلعه داخلی دارای باروهای خوش ساختی است که احتمالاً جهت پادگان بوده است و دو حلقه چاه در کوه تا سطح کف رودخانه کنده شده و در دیوار دفاعی از بالای کوه تا ساحل رودخانه کشیده شده است. از این راه نظارت کامل بر جادهٔ قدیمی تأمین گردیده بود. بخش اصلی کاخ خود شاهکاری از جسارت فنی است و از نظر روانی بنای خوب و حساب شده‌ای را ارائه می‌دهد. تالار اصلی گنبددارش با اتاق‌هایی به صورت بزرگ مدوری در آمده که بر فراز بلندترین نقطه رشته کوه و در داخل خط دفاعی قلعه قرار گرفته برای هر کس که از تنگه به سوی شهر می‌رود منظره‌ای پر هیبت یا تحسین‌آمیز دارد. داخل کاخ در سه سطح متوالی تنظیم گردیده، که با برج پلکانی شبیه به منار واقع در شهر فیروزآباد، ولی کوچکتر از آن با هم ارتباط دارند. در پایین‌ترین سطح اتاقهای نگهبانان و آب‌انبار است، حیاطی با تالارهای بزرگ در طبقهٔ دوم قرار دارد. بنای شاهی با ایوان و تالار گنبددار بر روی سطح سوم است.[۳]

احتمالاً این ساختمان چند سال قبل از بنای کاخ فیروزآباد ایجاد شده‌ است.
طرح عمارت اصلی قلعه دختر هیچ شکی را باقی نمی‌گذارد که آن بنا اقامتگاهی با مقیاس کامل و تسهیلات برای نگهبانان و میهمانان بوده و دارای اتاق‌های پذیرایی و تالار تخت و محل مسکونی سلطنتی بوده است. می‌توان این دوره را ناشی از زندگی اولیه اردشیر که توأم با جنگ بوده، دانست.
- کاخ فیروزآباد: در ادامه ثبات و تحکیم حکومت ساسانی باید به این کاخ بزرگ و با شکوه اشاره کنیم. این بنا با نام‌های آتشگاه فیروزآباد و کاخ اردشیر بابکان نیز معرفی کرده‌اند. این بنا در بیرون شهر فیروزآباد و در کنار چشمه‌ای پر آب قرار داشت که این چشمه نه تنها آب کافی برای نیازمندیهای یک کاخ بزرگ بلکه برای آبیاری باغ‌ها را نیز تأمین می‌کرد. ترکیب کاخ تا حدودی سنتی بوده که شاهان ساسانی از مجموعه باغ و کاخ پاسارگاد الهام گرفته بودند.

چشمه، باغ و کاخ فیروزآباد مجموعه واحدی را تشکیل می‌دادند که در مقابل گرمای تابستان و فضای پیرامونش مشخص می‌گردید. ابعاد آن در حدود ۵۵×۱۰۴ متر است. دیوارهای آن از قلوه سنگ و ملات ساروج ساخه شده‌ است و ضخامت دیوار تا ۴ متر است. یکنواختی دیوارهای بیرونی بوسیلهٔ دو ردیف تاق نماها شکسته شده بود. دیوارهای قلوه سنگی با اندود گچ پوشیده شده بودند که هنوز در پاره‌ای از جاها در تالارهای گنبددار و در حیاط کاخ بر جای مانده است. تاق نما با یک قوس بیز در درون چهارچوب‌های مستطیل شکل تعبیه شده بودند، سردر این تاقها با یک کتیبه مقعر (گیلویی‌ها) تزئین شده بود. از همان نوعی که در سردر و پنجره‌ها در کاخهای تخت جمشید بکار رفته است. این سردرها در فیروزآباد مطمئناً تقلیدی عمدی از ویژگی‌های معماری هخامنشی بود.
- معبد آناهیتای بیشابور: این بنا مکعب شکل و هر یک از اضلاع آن ۱۴ متر است که از سنگ‌های حجاری شده به ابعاد مختلف و بدون ملات دوجداره ساخته شده‌است. سنگ‌ها با بست‌های فلزی به هم متصل شده‌اند. بنا دارای چهار مدخل است بر روی بدنه شمالی این بنا چهار تندیس گاو به صورت دو پشته نصب شده است که هم‌اکنون دو مجسمه آن موجود است. تندیس‌ها سمبل و نشانهٔ معبد است.

معبد بر اساس طرح پیشین، در عمق ۶ متری از سطح زمین‌های اطراف خود ساخته شده تا آب رودخانه که در فاصله ۲۵۰ متری آن جاری است به درون معبد جریان یابد. در داخل این بنا حوض بزرگ و کم عمقی قرار دارد که پس از پر شدن از آب، اضافی آب از راه یک مجرای خروجی به بیرون راه یافته است. این مکان برای تقدیس آب بوده و به فرشته آب آناهیتا تعلق داشته است.
- کاخ سروستان: این بنا را می‌توان یکی از زیباترین طراحی‌های دوره ساسانی محسوب نمود. ساختمان کاخ سروستان متعلق به بهرام پنجم است که در سدهٔ پنجم میلادی ساخته شده است.[۸] بنای کاخ سروستان در شهر مزبور در استان فارس واقع شده‌است.

در این بنا در دو طرف ایوان اصلی جبهه شرقی، ایوان‌های کوچکتری قرار دارد که دسترسی به اتاق گنبدار مرکزی را تأمین می‌کند. در پشت این فضای گنبددار حیاط چهارگوشی است که تنها ایوان آن روی محور مرکزی و دیوار بی در و روزن غربی نهاده شده است. در گوشه‌های شمال غربی و جنوب شرقی عمارت، اتاق گنبددار کوچکتری است و دیوار جنوبی اتاق گنبددار مرکزی به یک ایوان جانبی بیرونی که از ایوان اصلی جبهه شرقی کوچکتر است راه می‌یابد. در هر طرف عمارت دو اتاق باریک تاقدار است که کاملاً در مقابل هم قرار ندارند و در هر یک از این اتاق‌ها در پیرامون خود راهروهائی وجود دارد که سقف آن‌ها گنبدی است. با اینکه کاخ سروستان در شکل کلی شبیه بنای کاخ فیروزآباد است اما در جزئیات آزادتر و متنوع تر از آن است و در این بنا مسئله پدجفت در معماری دوره ساسانی کاملاً به چشم می‌خورد، ابتکاری جالب توجه است. مصالح اصلی آن سنگ، ساروج و گچ است.
فضاهای دسترسی فراوانی که به بیرون باز می‌شوند به ویژه ایوان موازی در جبههٔ شرقی دور از آن است که اگر آنجا را محل سکونت بدانیم، احتمالاً یک کاخ پذیرایی بوده و شاید هم بنا بر عقیدهٔ طبری یکی از کاهایی بوده است که بوسیلهٔ وزیر جاه طلب بهرام پنجم (گور) (میرنرسه) در املاک شخصی خود در فارس ساخته شده است.
ویژگی‌های مهمی که در این بنا وجود دارد یکی شکستن قرینه در هنر معماری ایران و ایجاد تنوع در طرح آن، استفاده از تاق‌های معلق در تالارهای باریک جناحین کاخ، که از ستون‌های سنگین و کوتاه برای نگهداری آن‌ها بکار گرفته شده‌ است، دیگر اینکه وجود فضاهای دسترسی به بیرون نه تنها ارتباط را آسان ساخته و دیدهای درونی را به هم پیوسته بلکه فضاهای پی در پی را نمایان و جلوه گر ساخته است.
- ارگ انار: این بنا که بیش از ۱۱ هزار متر مربع مساحت دارد، به جای مانده از دوران ساسانیان است و بر فراز تپه‌ای در مرکز شهر انار در استان کرمان قرار دارد.

- قصرشیرین: کاخ شیرین که احتمالاً در سده ششم میلادی، بوسیله خسرو دوم (پرویز) برای همسر مسیحی‌اش ساخته شده است.[۱۳] در سال‌های اخیر در جنگ ایران و عراق به کلی ویران گردیده است. این کاخ بر روی صفه‌ای مصنوعی به بلندی ۸ متر بنا شده بود که توسط پلکانی دو طرفه مانند پلکان تخت جمشید و معبد آناهیتا در کنگاور به آن دسترسی می‌یافتند. در روی صفه یک ایوان ورودی، یک تالار گنبد چهار گوشه در پشت آن اتاق‌های کناری و حیاط‌ها و همچنین اتاق‌های مسکونی دور تا دور آن ساخته شده بود. نوع معماری درونگرا در آن واضح و آشکار است. این بنا ۲۵۰ متر درازا و ۱۹۰ متر پهنا داشته‌ است. در مقابل این مجموعه عظیم یک رود باریک به طول ۵۵۰ متر جریان داشته است.[۱۴] وسعت این بنا نشانه گر این امر است که ساسانیان سعی در پیروی و از طرفی رقابتی آگاهانه نسبت به هخامنشیان داشته‌اند. قصر شیرین شباهت بسیاری به کاخ دامغان دارد زیرا در کاخ دامغان نیز یک ایوان ورودی بزرگ که در پشت آن اتاق چهارگوش گنبدداری قرار دارد، دیده می‌شود.

## نگارخانه

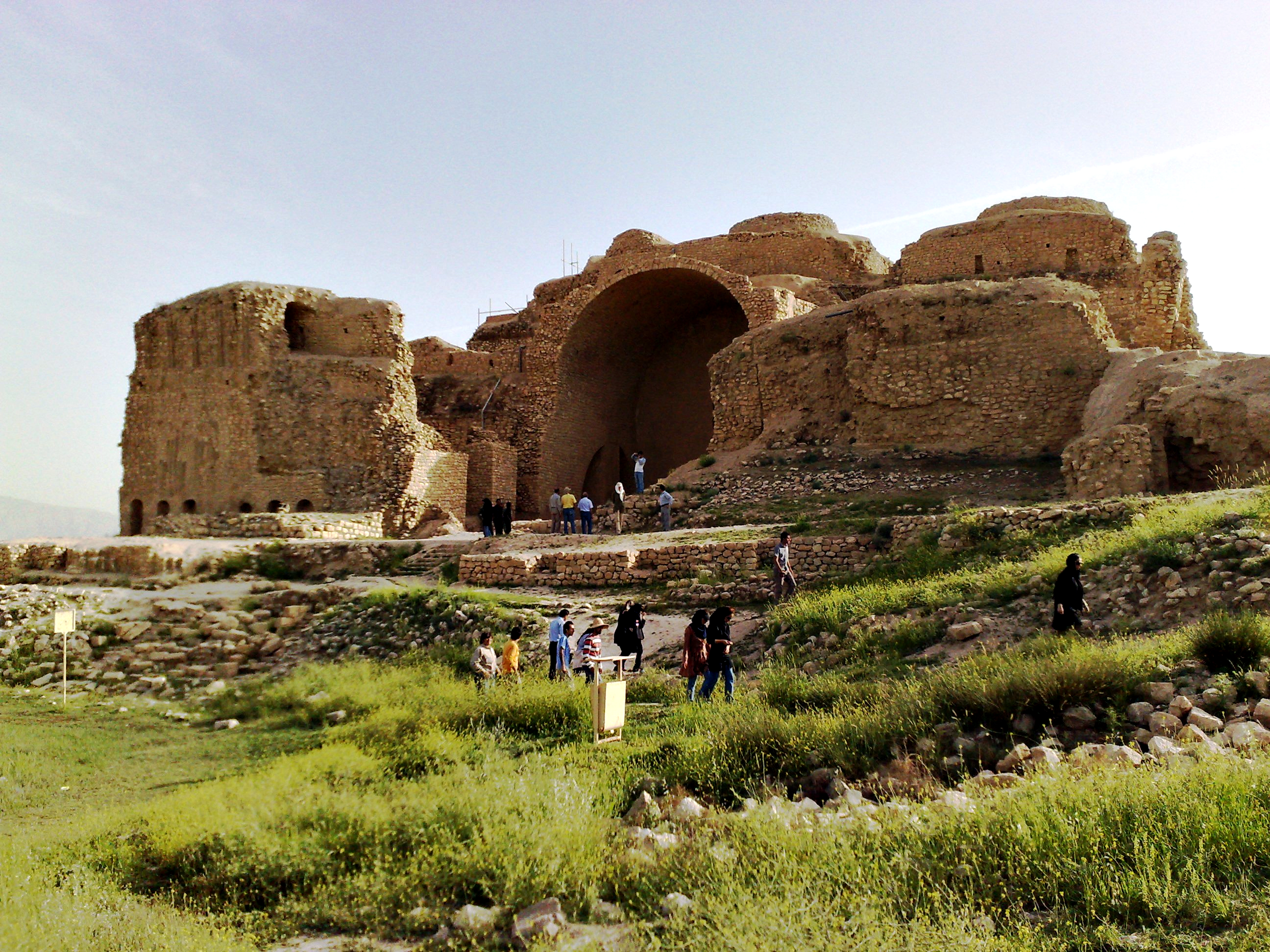
کاخ فیروزآباد
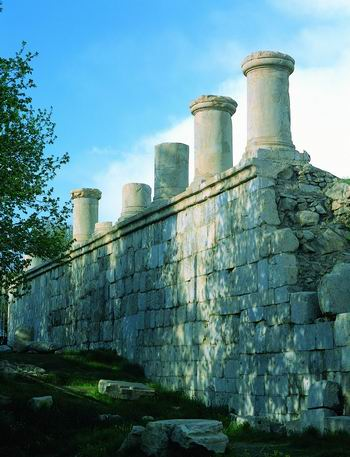
معبد آناهیتا (کنگاور)
کاخ سروستان
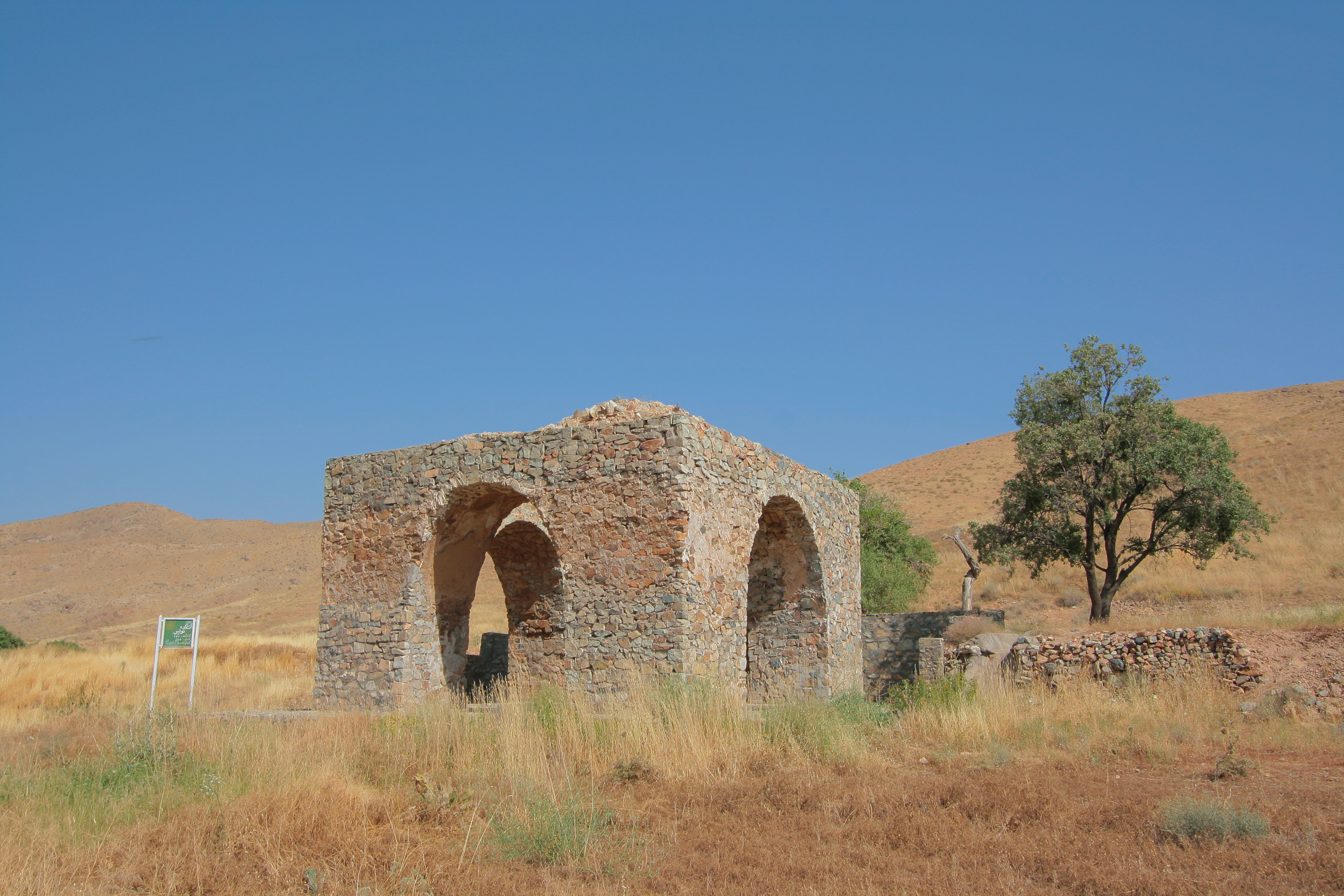
چهارطاقی نویس مربوط به دوره ساسانی
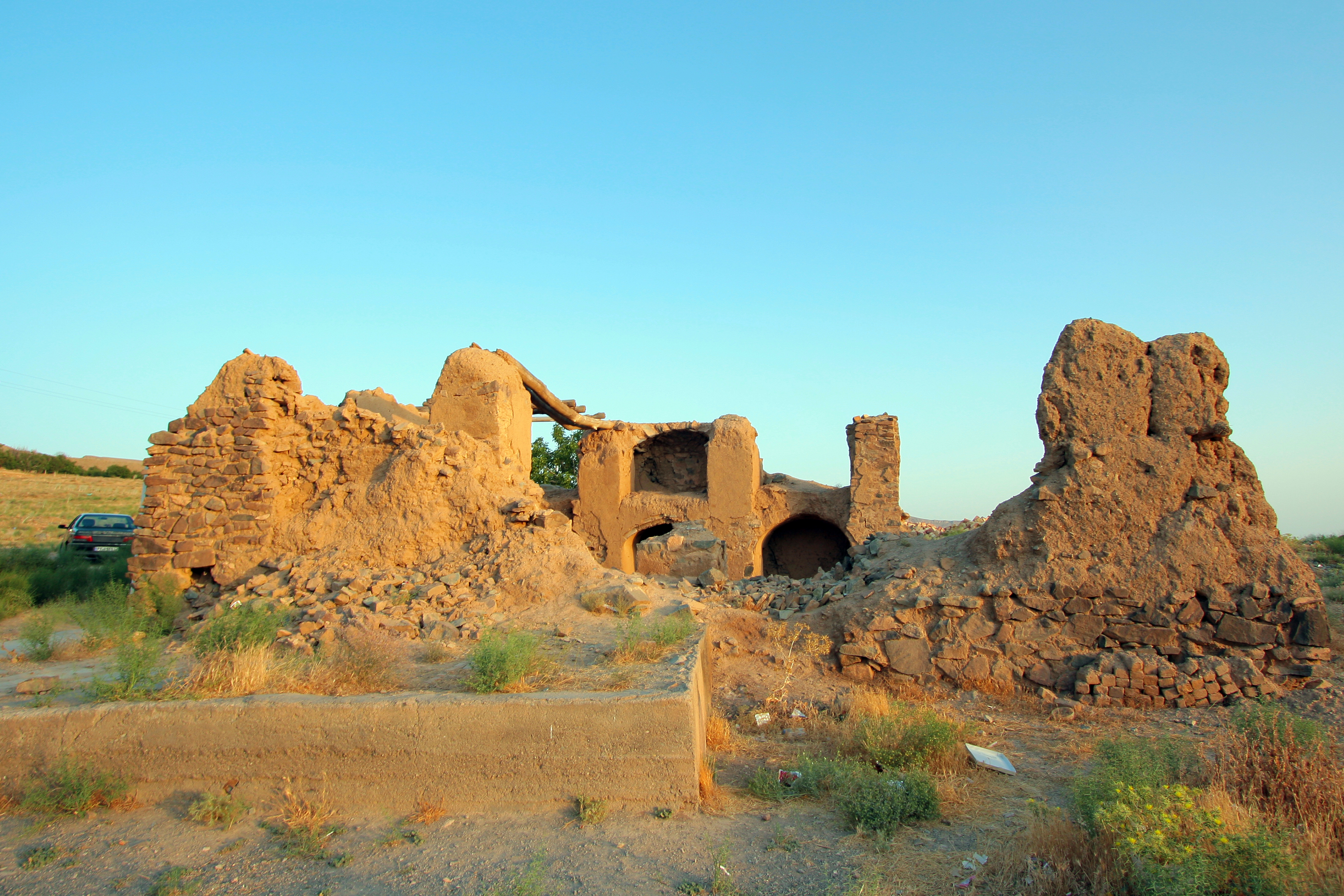
چهارطاقی کرمجگان از بناهای دوره ساسانی